# Польська народна армія

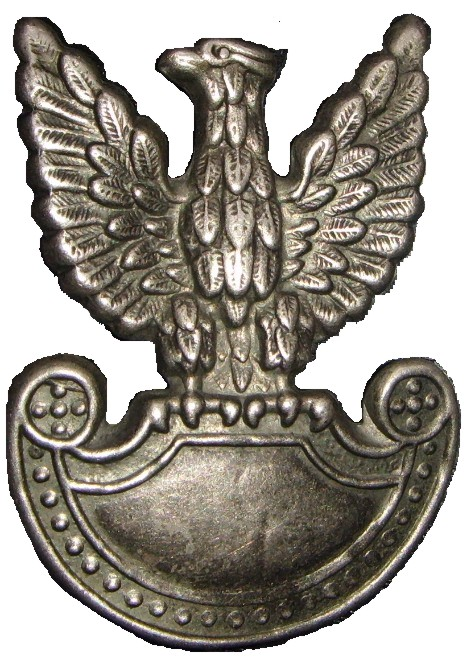
Орел LWP

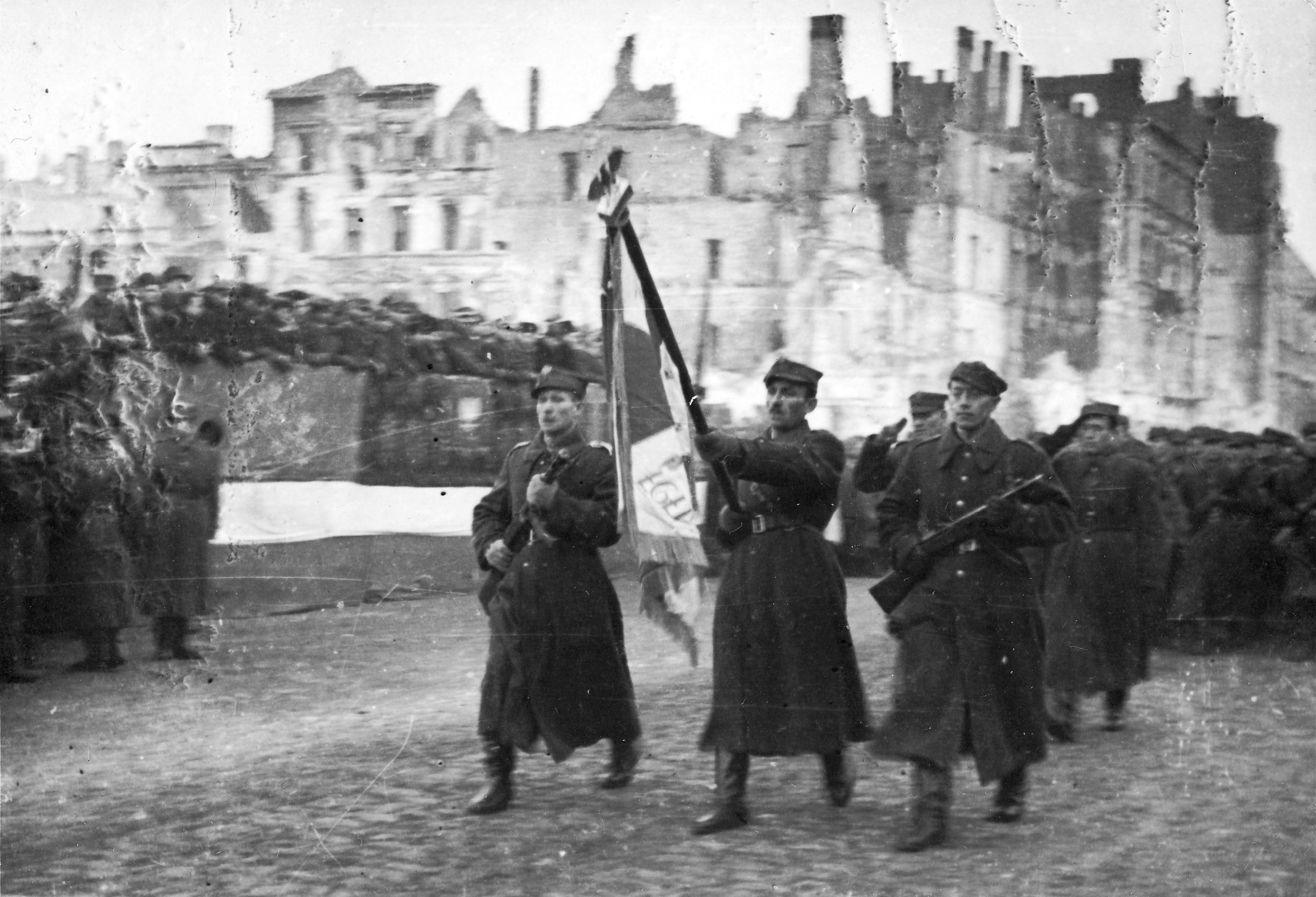
Парад 1 Армії у визволеній Варшаві, 19 січня 1945

Польська народна армія (пол. Ludowe Wojsko Polskie, LWP) — неофіційна назва польських Збройних сил, які були сформовані в СРСР в 1943—1944 роках — під час Другої світової війни — та похідні від них польські збройні сили.
Назва Польська народна армія широко використовується з 50-х років ХХ століття органами державної влади та пропаганди, в літературі того періоду для того, щоб підкреслити відносини «радянсько-польської дружби», яка включала дві агресії СРСР щодо Польщі — Радянсько-польську війну 1920 та Вторгнення СРСР до Польщі у вересні 1939.

## Історія

### Формування та участь у Другій світовій війні
Формування армії почалось в лютому 1943 з зустрічі Сталіна з полковником Зигмунтом Берлінгом, який самовільно залишився в СРСР після евакуації армії генерала Андерса. Серед іншого, на зустрічі обговорили питання створення польської дивізії. У березні 1943 виник Союз польських патріотів, в якому домінували польські комуністи; цей Союз звернувся до Сталіна з відповідним проханням. Формування 1-ї дивізії розпочалось на Оці в 160 км від Москви. В дивізію масово вступали поляки — інтерновані СРСР в 1939—1941 рр., ті, що не встигли до Армії Андерса тощо. Перша дивізія отримала ім'я Тадеуша Костюшко і присягнула 15 липня 1943. 12—13 жовтня 1943 дивізія взяла участь у битві під Леніно в Білорусі. До весни 1944 дивізія на базі дивізії була розгорнута Перша армія, влітку 1944 почалося формування Другої армії. Ці армії в липні-серпні 1944 воювали на Віслі, у вересні брали участь у визволенні правобережної Варшави. В 1945 Перша армія брала участь у прориві Поморського валу, взятті Колобжега, Гданська Гдині і Берліна. Друга армія билася на Нисі-Лужицькій, біля Будзишіна і дійшла до Праги. З 1943 по 1945 рр. втрати становили майже 18 тисяч солдатів, ще 50 тисяч отримали поранення. Весь цей час Народна армія перебувала під контролем радянського військового командування.
Польська народна армія була найчисленнішим військом в альянсі з Червоною армією. Делегація від війська брала участь у параді Перемоги в Москві 24 червня 1945.

### Армія в повоєнний період
У повоєнний період контроль радянського військового командування над Польським Військом зберігся. Так, з 1949 по 1956 міністром національної оборони Польщі був Маршал Радянського Союзу Костянтин Рокоссовський; посаду командувача ВПС з грудня 1950 по листопад 1956 виконував радянський генерал-полковник авіації Туркель Іван Лукич, одночасно залишаючись в кадрах ВПС СРСР.
У 1968 році війська 2-ї армії Війська Польського під командуванням генерала дивізії Ф. Сивицького брали участь в операції «Дунай» з придушення Празької весни.
3 листопада 1973 уряд Польської Народної Республіки ухвалив рішення про участь підрозділів польської армії у складі миротворчих сил ООН з врегулювання кризи на Близькому Сході, польські військовослужбовці несли службу на лінії розмежування між Єгиптом і Ізраїлем.